# Three Ages
Three Ages is een stomme film uit 1923 die werd geschreven, geproduceerd en geregisseerd door Buster Keaton. Onder distributie van Metro Pictures Corporation, is de film een parodie op D.W. Griffith's Intolerance (1916). Dit is tevens Keaton's eerste film met een lange speelduur.

## Verhaal
De film vertelt hetzelfde verhaal in drie verschillende tijdperken: In de prehistorie, het Oude Rome en het heden (de Roaring Twenties). De film gaat over twee mannen, een sterke en intimiderende (Beery) en een iewat schriele man (Keaton) die het tegen elkaar opnemen om het hart van een aantrekkelijke jongedame (Leahy) te veroveren, terwijl ze ook worstelen met de goedkeuring van haar strenge ouders. Three Ages probeert aan te geven dat er veel veranderd is door de jaren heen, maar dat in de liefde alles hetzelfde is gebleven.

## Rolverdeling
| Acteur           | Personage             |
| ---------------- | --------------------- |
| Buster Keaton    | De jongen             |
| Wallace Beery    | De schurk             |
| Margaret Leahy   | Het meisje            |
| Lillian Lawrence | Moeder van het meisje |
| Joe Roberts      | Vader van het meisje  |

## Trivia
- De eerste film van Keaton met een lange speelduur. Keaton deelde bewust de film op in drie delen (de tijdperken) zodat, als het zou floppen, hij de film ook los kon uitbrengen.
- Veel bronnen vertellen dat Oliver Hardy een rol had in deze film. Dit is het niet het geval. Kewpie Morgan speelt de rol waarvan men lang heeft gedacht dat het Hardy was; een man die veel op Hardy lijkt.
- Aan het einde van de film verschijnen de namen Havez, Mitchell en Bruckman op een football rooster. Dit zijn de namen van de schrijvers van de film.
- In 2004 maakt technoartiest Jeff Mills een elektronische soundtrack bij de film.